# ارواح شیطانی
ارواح شیطانی (به انگلیسی: Demon's Souls) یک بازی ویدئویی به سبک نقش‌آفرینی اکشن است که توسط فرام‌سافتور توسعه یافته و به‌طور انحصاری برای کنسول پلی‌استیشن ۳ منتشر شده است. این بازی به‌وسیلهٔ سونی کامپیوتر انترتینمنت در ۵ فوریه ۲۰۰۹ در ژاپن منتشر شده و توسط شرکت اطلس در ۶ اکتبر ۲۰۰۹، در آمریکا و به‌وسیلهٔ نامکو باندای گیمز در ۲۳ و ۲۵ ژوئن ۲۰۱۰ در استرالیا و اروپا عرضه شده است.
ارواح شیطانی برای داشتن حالتی بسیار سخت در روند بازی مورد توجه بوده، که بر طبق بسیاری از منتقدین این بازی یک چالش واقعی به‌شمار می‌رود. موفقیت این بازی سبب آغاز مجموعه بازی‌های سولز گردید، و ادامه‌ای برای این بازی موفق با نام دارک سولز در سال ۲۰۱۱ منتشر شده است. نسخه بازسازی شده این عنوان توسط بلوپوینت گیمز در نوامبر ۲۰۲۰، به عنوان بازی زمان عرضه برای کنسول پلی‌استیشن ۵ منتشر شده است.